# Fazer
Fazer – jedno z największych fińskich przedsiębiorstw spożywczych, znane głównie z produkcji słodyczy. Firma powstała w 1891 kiedy to Karl Fazer założył wraz z żoną w Helsinkach wytwórnię słodyczy. Obecnie poza słodyczami (m.in. produkowane od 1949 Dumle), przedsiębiorstwo zajmuje się także produkcją chleba oraz prowadzi sieć restauracji i kawiarni. Firma posiada oddziały w Polsce, Danii, Norwegii, Szwecji, Wielkiej Brytanii, krajach bałtyckich i Rosji.